# Luca Herrmann
Luca Herrmann (* 20. Februar 1999 in Freiburg im Breisgau) ist ein deutscher Fußballspieler. Der zentrale Mittelfeldspieler steht aktuell bei Dynamo Dresden unter Vertrag.

## Karriere

### Verein
Herrmann begann mit dem Fußballspielen beim PSV Freiburg. Von dort wechselte er im Jahr 2011 in die Nachwuchsabteilung des SC Freiburg. Im Jahr 2017 wurde er erstmals für die zweite Mannschaft der Freiburger in der Regionalliga Südwest nominiert. Sein Debüt für die zweite Mannschaft der Freiburger gab er am 12. August 2017 bei der 0:2-Niederlage gegen Eintracht Stadtallendorf. Sein erstes Tor im Herrenbereich gelang ihm am 24. März 2018 beim 1:1 gegen den SSV Ulm 1846.
Im Sommer 2021 wechselte er zu Dynamo Dresden in die 2. Bundesliga. Am 24. Juli 2021 gab er sein Debüt für die Dresdner im Spiel gegen den FC Ingolstadt 04 (3:0), bei dem er in der Startformation stand.  
Im Sommer 2024 wechselte er zum SC Paderborn 07.
Nach einem Jahr beim SC Paderborn wechselte Herrmann im Sommer 2025 zurück zu Dynamo Dresden.

### Nationalmannschaft
Hermann durchlief bisher verschiedene Juniorennationalmannschaften Deutschlands. Sein Debüt für die U-19 gab er am 12. November 2017 gegen Zypern, in dem ihm ebenfalls sein erstes Tor gelang.